# Lars Leijonborg
 Der er for få eller ingen kildehenvisninger i denne artikel, hvilket er et problem. Du kan hjælpe ved at angive troværdige kilder til de påstande, som fremføres i artiklen.

Lars Erik Ansgar Leijonborg (født 21. november 1949 i Täby, Stockholms län, Sverige) er en svensk politiker, der repræsenterer Folkpartiet. 
Fra 1997 til 2007 var Leijonborg formand for Folkpartiet, og 2006-2007 var han undervisningsminister. Fra 2007 til 2009 var han landets universitets- og forskningsminister. Siden 2010 arbejder Leijonborg som Senior Advisor på kommunikationsbureauet Diplomat Communications.
Leijonborg, der er opvokset i Solna nord for Stockholm, blev kandidat i socialt arbejde fra Stockholms Universitet i 1974. Han begyndte sin politiske karriere som formand for Liberala Ungdomsförbundet i 1971. Efter studierne var han journalist og blev i 1976 pressesekretær for daværende undervisningsminister Jan-Erik Wikström. Han var fra 1980 til 1983 partisekretær for Folkpartiet. 1983-1984 var han redaktør for partimagasinet NU. Efter en kort periode som konsulent blev han i 1985 valgt til Riksdagen. Han blev i 1990 partiets valg til næstformand for partiets gruppe i Riksdagen, og i 1997 blev han valgt til partiformand. Han efterfulgte Maria Leissner.
Ved hans første valg som partiformand i 1998 nåede partiet med 4,7 procent af stemmerne kun lige over spærregrænsen, der i Sverige er på 4 procent. Det var partiets dårligste valg siden 1. verdenskrig. Selv internt i partiet blev der stillet spørgsmålstegn ved Leijonborgs position, og Liberala Ungdomsförbundet krævede åbent hans afgang. Trods den interne opposition lykkedes det ham dog at forblive på posten. I kampagnen op til valget i 2002 foreslog partiet at indføre en sprogtest som en betingelse for at opnå svensk statsborgerskab, og Leijonborg blev kaldt Leijonkungen af landets tabloidpresse. Partiet fik 13,3 procent af stemmerne, hvilket var en kæmpe succes ikke mindst for Leijonborg, men da partiet og dets centrum-højre-samarbejdspartnere ikke kunne mønstre et flertal, kunne den socialdemokratisk ledede regering fortsætte. I 2006 var Folkpartiet en del af Allians för Sverige, der vandt valget. Folkpartiet gik dog markant tilbage til 7,5 procent af stemmerne. 
6. oktober 2006 blev Lars Leijonborg udnævnt til undervisningsminister i Fredrik Reinfeldts regering. Han var fra 16. oktober-24. oktober desuden midlertidig kulturminister, indtil Lena Adelsohn Liljeroth blev udnvænt. Han annoncerede i april 2007, at han trak sig som partiformand med virkning fra september samme år. Jan Björklund overtog posten som undervisningsminister, mens Leijonborg blev minister for universiteter og forskning. Årsagen til Leijonborgs exit fra formandsposten var, at det i foråret 2007 kom frem, at flertallet af partiets foreninger i de svenske län ikke støttede ham, inklusive hans egen forening i Stockholms län. 
Både politisk og i sit arbejdsliv har Leijonborg arbejdet med fornyelsen af den offentlige sektor. Han har desuden engageret sig i skole- og mediepolitik og har taget initiativ til den forfatningsreform, der indebærer længere mandatperioder og personvalg. I de senere år har han desuden fokuseret på økonomisk politik og arbejdsmarkedspolitik. Politisk anses han for at have været hovedarkitekten bag fornyelsen af Folkpartiet fra "snällisme" (dansk: flinkhed) til et parti, der i højere grad stiller krav. I denne proces har han bl.a. ladet sig inspirere af søsterpartiet Venstre i Danmark. Blandt andet gik Folkeparti i 2006 til valg på et skattestop, der minder om det skattestop, Venstre i Danmark lancerede i 2001. Leijonborg har dog i flere tilfælde benægtet yderligere forbindelser til Venstre.